# Polepský vrch
Polepský vrch (254 m n. m.) je vrch v okrese Kolín Středočeského kraje. Leží asi 1 km západně od obce Polepy, na katastrálních územích Polepy a Kolín.

## Geomorfologické zařazení
Geomorfologicky vrch náleží do celku Středolabská tabule, podcelku Českobrodská tabule, okrsku Kolínská tabule a podokrsku Nebovidská tabule.